# Чиглинцев Олександр Валерійович
Олександр Валерійович Чиглинцев (рос. Александр Валерьевич Чиглинцев; 27 лютого 1990, м. Уфа, СРСР) — російський хокеїст, нападник. Виступає за «Лада» (Тольятті) у Вищій хокейній лізі.  
Вихованець хокейної школи «Салават Юлаєв» (Уфа). Виступав за «Салават Юлаєв-2» (Уфа), «Толпар» (Уфа), «Салават Юлаєв» (Уфа), ХК «Рязань».